# Колочавська вузькоколійка
«Колоча́вська вузькоколі́йка» — музей історії вузькоколійних залізниць Закарпаття. Розташований у селі Колочава, що в Міжгірському районі Закарпатської області.

## Історія
Вузькоколійна залізниця на Закарпатті, закладена наприкінці ХІХ століття, на сьогодні вже майже припинила своє існування, за винятком відрізку Іршава —  Хмільник.
Паровоз Гр-286 виготовлено у 1951 році на заводі імені Карла Маркса (LKM) в Бабельсберзі (Німеччина). Паровоз Гр-286 працював до 1973 року, потім зберігався у паровозному депо у селі Хмільник, що на Берегівщині. До 2008 року експлуатувався на Боржавській вузькоколійці, поки не був викуплений приватним підприємцем для встановлення в музеї с. Колочава. Вагони — чехословацького та радянського періодів. Крім того, музей має багато інших унікальних експонатів, які розповідають про історію розвитку та функціонування вузькоколійок Закарпаття.
Щодо Колочавської вузькоколійки то і її, як і більшість залізниць такого типу, було прокладено для вивезення лісу з цього регіону. Ешелон складався з паровоза та кількох вагонів. Коричневий вагон радянського виробництва, а більшість зелених — угорського.

## Музей «Колочавська вузькоколійка»
Музей «Колочавська вузькоколійка» розташований поруч з територією музею «Старе село». До музейних експонатів належать: потяг, що складається з діючого паровоза Гр-286 та 10 вагонів.

## Перспективи
Планується прокласти довкола «Старого села» залізничну колію завдовжки 1000 м і запустити по ній вагон-музей. Незабаром по вузьких коліях довжиною 800 метрів невеличкий вагончик, що належав колись лісорубу, героєві соціалістичної праці Іванові Чусу, возитиме всіх охочих[джерело?].

## Галерея
|                    |
| Станція "Чертежик" |

|                                     |
| Колочавська вузькоколійка (2009 р.) |

|                             |
| Санітарна мотодрезина СМД-1 |

|                               |
| Вид на гору Дарвайка (1506 м) |